# پارلمان آندورا

مقر شورای عمومی

پارلمان آندورا (کاتالونیایی: Consell General d'Andorra , IPA: [konˈsɛʎ ʒeneˈɾal danˈdora]) پارلمان تک مجلسی آندورا است. گاهی از آن به عنوان شورای عمومی دره‌ها (کاتالانی: Consell General de les Valls) یاد می‌شود زیرا این یک نام تاریخی بوده و برای متمایز کردن آن از بناهای مشابه در دره آران و فرانسه استفاده می‌شود.

## سازمان
بیست و هشت «شورای عمومی» وجود دارد که برای دوره‌های چهار ساله بر اساس لیست احزاب در سیستم لیست بسته انتخاب می‌شوند: